# لیبرتی، شهرستان جکسون، میشیگان
لیبرتی (به انگلیسی: Liberty Township) یک منطقهٔ مسکونی در ایالات متحده آمریکا است که در شهرستان جکسون، میشیگان واقع شده‌است.
 لیبرتی  ۲٬۹۶۱ نفر جمعیت دارد و ۳۱۵ متر بالاتر از سطح دریا واقع شده‌است.